# Gerard de Vries Lentsch
Gerardus de Vries Lentsch (conocido como Gerard de Vries Lentsch; Nieuwendam, 23 de noviembre de 1883-Oegstgeest, 9 de julio de 1973) fue un deportista neerlandés que compitió en vela en la clase 8 Metre. Fue hermano del también regatista Willem de Vries Lentsch.
Participó en los Juegos Olímpicos de Ámsterdam 1928, obteniendo una medalla de plata en la clase 8 Metre.

## Palmarés internacional
| Juegos Olímpicos | Juegos Olímpicos         | Juegos Olímpicos | Juegos Olímpicos |
| Año              | Lugar                    | Medalla          | Clase            |
| ---------------- | ------------------------ | ---------------- | ---------------- |
| 1928             | Ámsterdam (Países Bajos) | Medalla de plata | 8 Metre          |